# Julián Luque
 (décembre 2023).
Si vous disposez d'ouvrages ou d'articles de référence ou si vous connaissez des sites web de qualité traitant du thème abordé ici, merci de compléter l'article en donnant les références utiles à sa vérifiabilité et en les liant à la section « Notes et références ».
 Julián Luque Conde  (né le 27 mars 1992 à Torrelavega, Cantabrie), est un footballeur espagnol, évoluant au poste de milieu offensif au CD Guijuelo.

## Carrière
Pur produit du centre de formation du Racing de Santander, Julián est appelé par Miguel Angel Portugal, en janvier 2011, pour s'entraîner avec l'équipe première du Racing Santander. Il prend alors le numéro 30.
Il joue sept matchs en championnat avec l'équipe première lors de la saison 2011-2012, en étant titulaire une fois. 
À ses débuts, certains voient en lui le successeur de Pedro Munitis [réf. nécessaire].

## Palmarès
Vierge